# U.S. Route 276
La U.S. Route 276 (US 276) est une US Route auxiliaire de la US 76 parcourant 106,40 miles (171,20 km) depuis Mauldin, Caroline du Sud à Cove Creek, Caroline du Nord. Elle est à la fois une artère principale de la région de Greenville, Caroline du Sud de même qu'une route panoramique plus reculée de l'ouest de la Caroline du Nord. Malgré son numéro, elle ne croise pas sa route-mère, la US 76.
La US 276 est indiquée comme une route ouest–est en Caroline du Sud et sud–nord en Caroline du Nord, expliquant qu'elle ait un terminus est et nord.

## Description du tracé

### Caroline du Sud
La US 276 parcourt un total de 43,30 miles (69,70 km) dans l'état. Elle débute à l'échangeur entre l'I-185 et l'I-385 à Mauldin et se dirige vers le nord en direction de Greenville. Elle traverse la ville et continue son tracé vers le nord-ouest. Elle passe par Travelers Rest et Marietta avant d'entreprendre une montée sinueuse en direction de la frontière de la Caroline du Nord.
Après avoir passé par Marietta, la US 276 grimpe à environ 2 000 pieds (610 m) jusqu'au Parc d'état de Caesars Head dans les Blue Ridge Mountains, trois miles (4,80 km) avant la frontière. À la frontière, la route traverse la ligne continentale de partage des eaux à environ 2 910 pieds (890 m) au-dessus du niveau de la mer.

### Caroline du Nord
La route parcourt un total de 63 miles (101 km) en Caroline du Nord. Elle entre dans l'état au sud de Brevard. Elle atteint cette ville où elle rejoint la US 64 en multiplex vers le nord-est. Un peu plus loin, les routes se séparent et la US 276 prend la direction du nord-ouest. Elle traverse la Forêt nationale de Pisgah jusqu'aux environs de Waynesville. Elle traverse la ville et, au nord de celle-ci, rencontre la US 23 / US 74 suivie de la US 19, près de Lake Junaluska. Elle rejoint la US 19 vers l'ouest et s'en sépare rapidement. La US 276 se dirige finalement vers le nord jusqu'à la jonction avec l'I-40 à Cove Creek.

## Intersections majeures
Caroline du Sud
 I-185 / I-385 près de Mauldin
 I-85 à Greenville
 I-385 à Greenville
 US 29 à Greenville
 US 25 à Travelers Rest. Les routes forment un multiplex en direction est (US 276) et sud (US 25) dans la ville.
Caroline du Nord
 US 64 à Brevard. Les routes forment un multiplex dans la ville.
 US 23 / US 74 à Waynesville
 US 19 à Lake Junaluska. Les routes forment un multiplex jusqu'à l'ouest de Lake Junaluska.
 I-40 à Cove Creek